# The Girl Who Believes in Miracles
The Girl Who Believes in Miracles è un film drammatico statunitense del 2021 diretto e prodotto da Richard Correll.
Il film racconta la storia di una giovane ragazza, Sara Hopkins, la cui fede incrollabile e le sue preghiere sembrano essere capaci di compiere miracoli. Interpretato da Mira Sorvino, Peter Coyote, Austyn Johnson e Kevin Sorbo, il film è stato prodotto da 120dB Films, Gerson Productions, The Mustard Seed Production e Trailmaker Productions. Distribuito da Atlas Distribution Company, è uscito nelle sale americane il 2 aprile 2021.

## Trama
Sara Hopkins, una giovane devota, scopre di avere il dono di compiere miracoli attraverso la preghiera. Inizia con la resurrezione di un uccello morto, seguita dal cane di un rivale di suo fratello, Danny. La fama di Sara cresce quando guarisce bambini ciechi e malati, attirando l'attenzione nazionale. Tuttavia, la sua famiglia si preoccupa quando Sara mostra segni di affaticamento dopo intense sessioni di preghiera. Purtroppo, viene diagnosticato un tumore al cervello inoperabile.
Sara esprime il desiderio di tornare al lago, dove crede di aver incontrato Dio. Con l'aiuto del nonno e degli abitanti del villaggio, riesce a scappare dall'ospedale e raggiungere il lago. Qui, si verifica un evento straordinario: Dio appare e lo spirito di Sara si unisce a Lui, per poi svanire. La famiglia è sconvolta, ma la speranza riaffiora quando Danny trova un dipinto di Sara che si separa da Dio per tornare da loro. Pregano per il suo ritorno, e Sara si risveglia, attribuendo i miracoli alla volontà di Dio e alla sua guida.

## Accoglienza

### Incassi
Il film ha incassato 3.163.362 dollari negli Stati Uniti e 77.996 dollari nel resto del mondo, per un totale di 3.241.358 dollari. The Girl Who Believes in Miracles, su Box Office Mojo. URL consultato il 3 gennaio 2025.

### Critica
The Girl Who Believes in Miracles ha ricevuto recensioni contrastanti. Su Rotten Tomatoes, il film ha un punteggio del 40% basato su 5 recensioni, con un punteggio del pubblico, ora chiamato "Popcornmeter", pari al 93% basato su oltre 250 valutazioni. Su Showtimes, il punteggio medio degli utenti è di 2.14/5, calcolato su 128 voti e 18 recensioni.
Il pubblico ha espresso opinioni diverse: alcuni hanno definito il film "commovente e adatto a tutta la famiglia", mentre altri hanno criticato la qualità della recitazione. Un utente ha scritto: "Buona trama, recitazione pessima", mentre un altro ha dichiarato: "Un film eccellente che ho apprezzato moltissimo".

### Temi e produzione
Il film è stato elogiato per i suoi temi di fede e speranza. The Christian Post ha riportato che il produttore 98enne, Laurence Jaffe, ha descritto il film come un'opera capace di ispirare fiducia e speranza in un periodo di difficoltà globale. "Il mio sogno è ridurre il divario di disparità di reddito che minaccia il tessuto sociale della nostra democrazia", ha dichiarato Jaffe, che intende destinare i proventi del film a programmi di aiuto per bambini svantaggiati a Gainesville, Florida.
Il film mostra come la fede della giovane protagonista, Sara, abbia il potere di compiere miracoli, tra cui guarigioni misteriose e la resurrezione di animali. "Tutto ciò che devi fare è credere in Dio e pregare", afferma il personaggio principale.